# Lara (chi bọ cánh cứng)
Lara là một chi bọ cánh cứng trong họ Elmidae.

## Các loài
Chi này có 2 loài Lara avara và Lara gehringii.